# عزاج (السياني)

تعديل مصدري - تعديل

عزاج محلة تابعة لقرية ذي عامر شملان، التابعة لعزلة الدامغ بمديرية السياني إحدى مديريات محافظة إب في الجمهورية اليمنية.، بلغ تعداد سكانها 178 حسب تعداد اليمن لعام 2004.